# Liste der Baudenkmäler in Stadtbergen
Auf dieser Seite sind die Baudenkmäler in der schwäbischen Stadt Stadtbergen zusammengestellt. Diese Tabelle ist eine Teilliste der Liste der Baudenkmäler in Bayern. Grundlage ist die Bayerische Denkmalliste, die auf Basis des Bayerischen Denkmalschutzgesetzes vom 1. Oktober 1973 erstmals erstellt wurde und seither durch das Bayerische Landesamt für Denkmalpflege geführt wird. Die folgenden Angaben ersetzen nicht die rechtsverbindliche Auskunft der Denkmalschutzbehörde.

## Baudenkmäler nach Ortsteilen

### Stadtbergen
| Lage                                                | Objekt                                                       | Beschreibung | Akten-Nr.     | Bild                                                         |
| --------------------------------------------------- | ------------------------------------------------------------ | --- | ------------- | ------------------------------------------------------------ |
| Am Kellerberg (Standort)                            | Ehemaliger Wasserturm                                        | mit polygonalem Oberteil und Zinnenkranz, um 1910. | D-7-72-202-1  | Ehemaliger Wasserturm                                        |
| Bauernstraße 24; Am Graben 21 (Standort)            | Ehemaliges zum Schlösschen gehöriges sogenanntes Gärtnerhaus | zweigeschossiger Walmdachbau, 2. Viertel 19. Jahrhundert; Pavillon, Zeltdachbau, 3. Viertel 18. Jahrhundert; an der Südostecke der Mauer. | D-7-72-202-2  | Ehemaliges zum Schlösschen gehöriges sogenanntes Gärtnerhaus |
| Bauernstraße 26 (Standort)                          | Ehemaliges Schlösschen                                       | zwei- bzw. dreigeschossiger, doppelgiebeliger Bau mit verschieden geneigten Satteldächern und polygonalem Eckerker, von Hans Holl, 1586, im 19. Jahrhundert erneuert, Nordtrakt modern von 1950. | D-7-72-202-3  | Ehemaliges Schlösschen                                       |
| Bauernstraße 27 (Standort)                          | Ehemaliges Gerichtsgebäude                                   | zweigeschossiger, giebelständiger Satteldachbau mit Figurennische im Ostgiebel, im Kern 17./18. Jahrhundert, Treppengiebel modern. | D-7-72-202-4  | weitere Bilder                                               |
| Bismarckstraße 63 (Standort)                        | Neue katholische Pfarrkirche Maria-Hilf                      | kreuzförmig angelegter Bau, innen mit Stahlbeton-Hängekuppeln unterteilt, außen in Backstein kubisch gestaffelt, teilweise mit dichter vertikaler Gliederung, von Thomas Wechs, 1952; mit Ausstattung; Nebengebäude, zweigeschossiger Walmdachbau mit Anbauten, gleichzeitig; Einfriedung, gleichzeitig.                                                       | D-7-72-202-15 | Neue katholische Pfarrkirche Maria-Hilf                      |
| Leitershofer Straße/Ecke Oberer Stadtweg (Standort) | Kapelle zur Schmerzhaften Muttergottes                       | Rechteckbau mit halbrundem Schluss, Eckpilaster und Schweifgiebel mit Figurennische, um 1725/30; mit Ausstattung | D-7-72-202-5  | Kapelle zur Schmerzhaften Muttergottes                       |
| Schulstraße 2 (Standort)                            | Alte Katholische Pfarrkirche St. Nikolaus                    | Saalbau mit eingezogenem Chor und südlichem Satteldachturm, Turmunterbau 14./15. Jahrhundert, Turmobergeschosse und Chor im Kern Ende 15. Jahrhundert, Neubau des Langhauses und Erhöhung des Chors durch Matthias Kraus wohl nach Plänen von Johann Paulus, 1730, Langhauserweiterung 1906, Turmerhöhung 1940 nach Entwurf von Thomas Wechs; mit Ausstattung. | D-7-72-202-6  | weitere Bilder                                               |
| Schulstraße 8 (Standort)                            | Ehemaliges domkapitelsches Brauhaus                          | zweigeschossiger, langgestreckter giebelständiger Satteldachbau, von Hans Georg Mozart, um 1690. | D-7-72-202-7  | Ehemaliges domkapitelsches Brauhaus                          |
| Schulstraße 10 (Standort)                           | Bauernhaus                                                   | zweigeschossiger, stattlicher Bau mit steilem Satteldach und im Ostgiebel Heiligenfigur in Glasschrein, Mitte 18. Jahrhundert. | D-7-72-202-8  | Bauernhaus                                                   |

### Deuringen
| Lage                        | Objekt                         | Beschreibung                                                                              | Akten-Nr.    | Bild                           |
| --------------------------- | ------------------------------ | ----------------------------------------------------------------------------------------- | ------------ | ------------------------------ |
| Kapellenstraße 3 (Standort) | Katholische Kapelle St. Joseph | Rechteckbau mit halbrundem Schluss und Dachreiter mit Zwiebelhaube, 1721; mit Ausstattung | D-7-72-202-9 | Katholische Kapelle St. Joseph |

### Leitershofen
| Lage                                              | Objekt                                         | Beschreibung | Akten-Nr.     | Bild                                           |
| ------------------------------------------------- | ---------------------------------------------- | --- | ------------- | ---------------------------------------------- |
| Bergstraße 3 a (Standort)                         | Ehemaliges Pfarrhaus                           | zweigeschossiger Walmdachbau mit geschweiftem Zwerchgiebel an der Ostseite, wohl von Johann Kaspar Radmiller, 1736. | D-7-72-202-11 | Ehemaliges Pfarrhaus                           |
| Kirchberg 3 (Standort)                            | Ehemaliges Oberes Schloss                      | dreigeschossiger, winkelförmiger Satteldachbau mit an der Südostecke risalitartigem Vorbau mit Schweifgiebel, im Kern 1730/40, später mehrfach verändert. | D-7-72-202-10 | Ehemaliges Oberes Schloss                      |
| Kirchberg 10 (Standort)                           | Katholische Pfarrkirche St. Oswald             | Saalbau mit eingezogenem Chor und östlichem Turm mit Zwiebelhaube, barocker Neubau von Franz Xaver Kleinhans nach Entwurf von Johann Georg Fischer, 1732, nach Plänen von Michael Kurz 1928 nach Westen verlängert; mit Ausstattung; Friedhofsummauerung, im Osten und Süden, spätes 19. Jahrhundert. | D-7-72-202-12 | Katholische Pfarrkirche St. Oswald             |
| Krippackerstraße 6; Krippackerstraße 4 (Standort) | Exerzitienhaus St. Paulus der Diözese Augsburg | klosterähnliche Mehrflügelanlage, in der Außenerscheinung durch ungegliederte Putzfassaden bestimmt, mit integrierter Kirche und angeschlossener Grabkapelle, von Thomas Wechs, 1961–63, Erweiterung 1966–69; mit Ausstattung; Einfriedung, gleichzeitig.                                             | D-7-72-202-16 | Exerzitienhaus St. Paulus der Diözese Augsburg |
| Schloßstraße 55; Schloßstraße 55 a (Standort)     | Ehemaliges Unteres Schloss                     | dreigeschossiger Bau mit Mansardwalmdach, 1728, Dach 1766, im 19. Jahrhundert mehrfach renoviert; Gartenmauer mit Aufsätzen und Strebepfeilern, 18. Jahrhundert; Pavillon, zweigeschossiger Walmdachbau, in der Ostmauer, um 1766.                                                                    | D-7-72-202-13 | weitere Bilder                                 |
| Schloßstraße 59 (Standort)                        | Ehemaliges Bauernhaus                          | zweigeschossiger Giebelbau mit Schleppdach, Giebel- und Gurtgesimsen, 2. Hälfte 18. Jahrhundert. | D-7-72-202-14 | Ehemaliges Bauernhaus                          |